# Joyrex J9
Joyrex J9 è un EP del musicista Richard D. James pubblicato nel 1993 dalla Rephlex Records con lo pseudonimo Caustic Window.
È il terzo della serie Joyrex composta da un totale di tre EP, ed è stato pubblicato solo in formato vinile 12 pollici. Esistono due versioni di Joyrex J9.
- Joyrex J9i, due tracce su formato picture disc in vinile 10 pollici, in edizione limitata a trecento copie. Il disco è completamente trasparente con l'immagine di un sequencer Roland TB-303 sul lato A e di un sequencer Roland TR-606 sul lato B.

- Joyrex J9ii, quattro tracce su vinile 12 pollici. Per motivi promozionali venne venduto in tre diverse edizioni:

- Prima edizione, picture disc limitato a cento copie, è contenuta in una busta di carta da pacco con annotazioni stampate su etichette. Il disco presenta su un lato l'immagine di carta stropicciata, e sull'altro è completamente nero, privo di etichetta e con la sola dicitura «The Caustic Window» in colore arancio. Oltre al vinile, è inclusa una T-shirt blu con il logo della Rephlex Records in giallo e alcune gomme da masticare Fizz Wiz Popping Candy.
- Seconda edizione, limitata a 900 copie in busta di carta da pacco con annotazioni stampate su etichette. Oltre al vinile, sono incluse alcune confezioni di gomme da masticare Fizz Wiz Popping Candy.
- Terza edizione, maggiormente diffusa, non presenta alcun bonus promozionale, e il vinile è contenuto in una confezione nera.

## TracceJoyrex J9i
Lato A
1. H.M.N.E. - 5:41

Lato B
1. Fantasia - 6:01

## TracceJoyrex J9ii
Lato A
1. Fantasia – 6:01
2. Clayhill Dub – 3:23

Lato B
1. The Garden Of Linmiri – 6:08
2. We Are the Music Makers (Hardcore Mix) – 3:59